# Lunda Norte
Lunda Norte is een provincie in de noordoostelijke hoek van Angola. De provincie grenst in het noorden en het oosten aan buurland de Democratische Republiek Congo, in het westen aan de provincie Malanje en in het zuiden aan de provincie Lunda Sul van welke Lunda Norte in 1978 gescheiden werd. Ondanks de bodemrijkdom aan diamanten is Lunda Norte een arme provincie. De provinciehoofdplaats is de mijnstad Lucapa in het zuidoosten.

## Gemeenten
- Shah-Muteba
- Cuango
- Capemba-Camulemba
- Lubalo
- Caungula

- Cuilo
- Chitato
- Lucapa
- Caumbo

## Economie
In Lunda Norte worden voornamelijk rijst, cassave en maïs geteeld. De belangrijkste bodemrijkdom is diamant. Daarnaast wordt ook goud gedolven.